# Koniówka
Koniówka – wieś w Polsce położona w województwie małopolskim, w powiecie nowotarskim, w gminie Czarny Dunajec. Sąsiaduje z Chochołowem i Podczerwonem oraz słowacką Suchą Horą. Przez wieś płynie rzeka Czarny Dunajec.
W latach 1975–1998 miejscowość administracyjnie należała do województwa nowosądeckiego.
Nazwa pochodzi od wypasających się tu dawno koni i wołów.
W 2004 Koniówka obchodziła 400-lecie wsi.

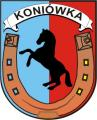
Nieoficjalny herb wsi Koniówka

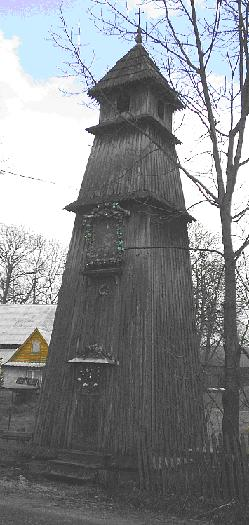
Dzwonnica przed pożarem w 2008 roku

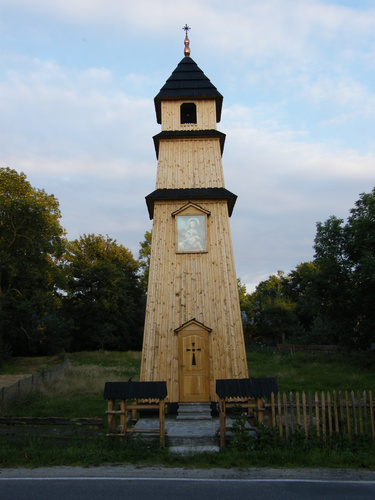
Nowo odbudowana dzwonnica

## Części wsi
| SIMC    | Nazwa      | Rodzaj    |
| ------- | ---------- | --------- |
| 0421820 | Gwizdówka  | część wsi |
| 0421836 | Habernówka | część wsi |
| 0421842 | Mardułówka | część wsi |
| 0421859 | Płazówka   | część wsi |
| 0421865 | Szewcówka  | część wsi |

## Zabytki
Najcenniejszym zabytkiem Koniówki jest stara dzwonnica. Głos jej dzwonu oznajmiał pożary, burze itp. Na dzwonie jest napis „fulga frange (łac.)” to znaczy „łamie pioruny”. Na zewnętrznej stronie dzwonnicy znajdował się obraz, lecz spalił się i został zrobiony nowy obraz, namalowany przez Edmunda Szyftera. 10 maja 2008 dzwonnica spaliła się. Niestety dzwon uległ uszkodzeniu, woda którą strażacy gasili pożar niekorzystnie wpłynęła na stan dzwonu. Nie nadaje się on już do dzwonienia. Także nowy obraz uległ całkowitemu spaleniu.
19 października 2008 odbyło się poświęcenie nowo odbudowanej dzwonnicy z nowym dzwonem i obrazem.

## Katastrofa lotnicza pod Koniówką
13 września 1944 na polach obok wsi rozbił się amerykański samolot Boeing B-17 Flying Fortress (Latająca Forteca). Samolot brał udział w bombardowaniu fabryki chemicznej w Blachowni Śląskiej. W skład załogi wchodzili: pilot – podporucznik Everette J. Robson, kopilot – podporucznik Harold R. Stock, nawigator – podporucznik Richard L. Hansler, bombardier – podporucznik Gus J. Kroschewsky, technik pokładowy – sierżant Albert W. Van Oostrom, radiooperator – sierżant Philip M. Nance, strzelcy pokładowi – sierżant Harold E. Beam, plutonowy Aloys C. Suhling, sierżant Gordon W. Sternbeck i sierżant William N. Barry. Hansler, Kroschewsky, Beam, Suhling i Sternbeck zostali przejęci przez żołnierzy placówki AK „Limba”, którzy doprowadzili ich na Stare Wierchy, gdzie stacjonował oddział majora Andrzeja Stobrawy ps. „Borowy”. Po przejściu frontu radzieckiego, w lutym 1945 grupa ta samodzielnie poprosiła o pomoc Sowietów. W marcu przez Lwów, Kijów, Odessę na Ukrainie i Port Fuad w Egipcie przedostali się do bazy macierzystej Sterparone we Włoszech, następnie zostali odesłani do USA. Pozostali członkowie załogi wpadli w ręce Niemców i trafili do obozów jenieckich dla kadry lotniczej na Pomorzu. W maju 1945, przez aliancki obóz przejściowy Lucky Strike we Francji przetransportowani zostali do USA.